# Oleksandr Yurkov
Oleksandr Yurkov (en ukrainien : Олександр Юрков, né le 21 juillet 1975 à Synelnykove) est un athlète ukrainien, spécialiste du décathlon.
Son record est de 8 574 points, obtenu au meeting de Götzis en juin 2000.